# Mimoropica sumatrana
Mimoropica sumatrana là một loài bọ cánh cứng trong họ Cerambycidae.